# Херман Шлегел
Херман Шлегел (на немски: Hermann Schlegel) е германски орнитолог и зоолог.

## Биография
Шлегел е роден през 1804 г. в Алтенбург. Баща му е пивовар и колекционер на пеперуди и този факт определя бъдещите интереси на Шлегел към естествознанието. По съвет на родителите си Херман не постъпва в университет, а заедно с баща си започва да работи в пивоварната. През 1821 г. той пътува из Германия и Австрия. Във Виена се запознава с Франц Йохан Фитцингер и Йохан Якоб Хекел. Благодарение на своето познанство той получава назначение във Виенския музей. Година по-късно бива прехвърлен в музея по естествознание в Лайден като асистент на директора.
Първоначално Шлегел проявява интерес към изучаването и колекционирането на влечуги. Посещава остров Ява при научна експедиция. През 1837 г. публикува свой труд, свързан с проучванията му върху змиите.
На 33 години става директор на музея. Проявява особен интерес при изучаването на птици от Азия и Далечния изток.
Шлегел написва множество книги и монографии.
Има син – Густав Шлегел.